# جریان شکافنده

سازوکار جریان‌های شکافنده

جریان شکافنده، جریان‌های ساحلی یا جریان‌های مرگبار (معادل انگلیسی: Rip Current) به جریان‌هایی از آب گفته می‌شود که از ساحل به سوی دریا حرکت می‌کنند. این جریان یکی از مهمترین عوامل در غرق شدن انسان‌ها در دریاهاست به‌طوری‌که ۸۰ درصد عملیات‌های کمکی نجات غریقها مربوط به همین پدیده است. حرکت این جریان از داخل منطقه خیزاب ساحلی آغاز می‌شود و تا خارج از خط شکست موج ادامه می‌یابد. این جریان‌ها، آبی که موج‌ها به سوی ساحل آورده‌اند را به دریا باز می‌گردانند. جریان‌های شکافنده بسته به شیب ساحل و کنش خیزاب (موج)، عامل اصلی زهکشی آب به سوی دریا و مرگ انسان‌ها است. جریانهای شکافنده در تمام دریاها، دریاچه‌ها و اقیانوس‌ها امکان پدیداری دارند.
جریان شکافنده از بالا شبیه یک بادبزن دستی است که دسته آن به‌سمت ساحل، و دهانه آن به‌سمت دریا می‌باشد. دسته این بادبزن بیشترین قدرت را دارد و صرف‌نظر از اینکه شناگر چقدر شنا می‌داند یا چقدر توان جسمی دارد، عملاً برگشت وی به‌سمت ساحل را غیرممکن ساخته، او را سریعاً با خود به‌داخل دریا می‌کشاند. برای درک بهتری از قدرت این جریان باید گفت که سرعت این جریان معمولاً از رکورد سرعت شنای المپیک نیز بالاتر است؛ بدین معنی که حتی بهترین قهرمان شنای المپیک نیز نمی‌تواند بر خلاف آن شنا کرده و به طرف ساحل برگردد. عرض جریان شکافنده بین ۳ تا بیش از ۶۰ متر، و طول آن به‌داخل دریا بسیار متفاوت است و گاهی تا ده‌ها متر به‌داخل دریا کشیده می‌شود.

## دلیل پدیده جریان شکافنده
امواج دریا با حرکت به سمت ساحل همواره حجم زیادی از آب را به طرف خشکی منتقل می‌کنند. این حجم وسیع از آب می‌باید دوباره به‌داخل دریا برگردد و برای این منظور در نقاطی از ساحل، به‌صورت تقریباً غیرقابل پیش‌بینی، درون آب دریا آب‌راهه‌هایی به طرف دریا ایجاد می‌شود که در آن آب با سرعت زیادی بر خلاف جهت امواج (یعنی از سمت ساحل به‌سمت دریا) جریان می‌یابد. این جریانها کاملاً از امواج آب متفاوت بوده و به آن‌ها جریان‌های ساحلی، جریان‌های شکافنده یا جریان‌های مرگبار گفته می‌شود که در بسیاری نقاط جهان تلفات جانی بسیاری را به‌بار می‌آورند.

## نشانه‌های جریان‌های شکافنده
شناسایی زمان پدیداری جریان شکافنده برای افراد عادی دشوار است. در بسیاری موارد دیده شده که افراد بسیاری در دریا در حال شنا کردن بوده‌اند، همه چیز عادی به چشم می‌آید، اما در همین میان یک نفر در میان جریان شکافنده گیر کرده و غرق می‌شود. جریان شکافنده تنها وابسته به دریاهای طوفانی و مناطق پرخطر نیست. هنگامی که دریا موّاج است، احتمال پدیداری این جریان‌ها بسیار است.
در بسیاری از کرانه‌های گیلان و مازندران ساحل ماسه‌ای است. در ساحل ماسه‌ای نشانه‌هایی همانند شکل هلال یافت می‌شود که نوک هلال جایی است که جریان شکافنده پدیدار می‌شود. نشانه‌های دیگر عبارتند از این که اگر کسی روی تپه ماسه‌ای، نیمکت‌های چوبی یا روی سقف خودرویی بایستد و به کرانه دریا نگاه کند راه‌ها و شکل‌هایی را که به بادبزن دستی شباهت دارد را خواهد دید، به گونه‌ای که دسته بادبزن به سوی ساحل و دهنه بازش به سوی دریاست. رنگ روشن در کف آب نشانه وجود جریان شکافنده است؛ البته این شکل‌های ظاهری جریان شکافنده‌است که مردم می‌توانند به سادگی شناسایی کنند. نشانه‌های دیگر نیازمند سنجش با دستگاه‌های دقیق دریایی است. از دیگر نشانه‌های جریان‌های شکافنده می‌توان موردهای زیر را نام برد.
- آب در محل جریان شکافنده آرام و بدون موج است.
- آب دریا در محل جریان شکافنده همرنگ دیگر جاهای دریا نیست.
- خطی از آب کف‌آلود، خزه یا زباله در محل جریان شکافنده به سوی دریا حرکت می‌کنند.
- موج‌هایی که به سوی کرانه و ساحل می‌آیند، در محل جریان شکافنده دچار شکست می‌شوند.

روش فرار از جریان شکافنده: 

## روش مقابله با جریان شکافنده

یک تابلوی هشدار دربارهٔ پدیدهٔ جریان شکافنده و چگونگی فرار از آن که در ساحل جمیرا در دبی نصب شده‌است. در تابلو نوشته شده: «جریان‌های شکافنده؛ جریان‌های قدرتمندی از آب هستند که از ساحل به دریا می‌رود. این جریان‌ها حتی توانایی غرق کردن توانمندترین شناگران را نیز دارد. اگر در یک جریان شکافنده گرفتار شدید: ۱- با جریان مقابله نکنید. ۲- موازی با خط ساحلی حرکت کنید. ۳- اگر توانایی فرار ندارید، بر روی آب شناور بمانید. (تا با جریان آب به دریا برده شوید.) ۴- درخواست کمک کنید.

چنانچه درون یک جریان شکافنده گرفتار شدید، نخست آرامش خود را حفظ کنید. دوم اینکه هرگز، هرگز و هرگز بر خلاف جریان شکافنده و به سمت ساحل شنا نکنید. این اقدام مرگبار منجر به خسته شدن کامل شناگر شده و شناگر از رمق افتاده به راحتی غرق خواهد شد. در عوض خود را بر روی آب نگاه دارید؛ اکنون دو گزینه پیش روی شماست: 

### اگر توان بدنی بالایی برای شنا دارید
الف- به صورت موازی با ساحل حرکت کرده و از مسیر جریان کاملاً خارج شوید و سپس به صورت مورب به سمت ساحل برگردید 
ب- یا اینکه برای خروج از جریان شکافنده، موازی با ساحل در عمق آب شنا کنید. در اعماق زیرین آب، جریان شکافنده قدرت کمتری دارد. لذا میتوان به این طریق از مسیر جریان فرار کرده، آنگاه از آب عمیق به آرامی و به صورت مورب به سطح بازگشت و به صورت مورب به ساحل برگشت. دقت کنید که این روش نیازمند توانایی حبس نسبتاً طولانی تنفس می‌باشد

### اگر توان بدنی معمولی دارید
هم جهت با جریان به سمت دریا حرکت کنید. معمولاً جریان پس از طی چندین متر تا چند ده متر، قدرت خود را از دست می‌دهد. در اینجا میتوانید با صورت موازی با ساحل از جریان فرار کرده و پس از طی چندین متر و دور شدن از جریان، ابتدا نفس بگیرید، سپس تقاضای کمک کنید و بعد به صورت مورب به سمت ساحل برگردید. لازم به ذکر است که معمولاً دریا در خارج ناحیه شکست امواج آرامتر است. ناحیه شکست امواج، ناحیهای است که موج در آنجا فرو ریخته و به رنگ کف سفید دیده می‌شود، و این ناحیه برای شناکردن مناسب نیست. بنابراین شناگری که بتواند خود را در در خارج ناحیه شکست امواج روی سطح آب نگاه دارد، از جریان شکافنده در امان خواهد بود (البته به‌طور کلی فاصله گرفتن زیاد از ساحل برای بیشتر شناگران به هیچ وجه قابل توصیه نیست).